# فهرست حاکمان ایوبی
این فهرست امیران و سلاطین ایوبی از سال ۱۱۷۴ تا ۱۳۴۱ میلادی است. در سراسر ۹۰ سال سلطنت ایوبیان، ۹ سلطان در مصر و شام حکومت می‌کردند. سلسله ایوبیان حکومتی بود که از سال ۱۱۷۴ تا ۱۲۶۰ میلادی به مدت تقریباً ۹۰ سال بر مناطقی از مصر، شام، جزیره و اراضی مقدس حکمرانی می‌کرد. بنیان‌گذار این سلسله، صلاح‌الدین ایوبی بود که توانست پس از برانداختن خلافت فاطمی در مصر و در ادامه با فتح دمشق، پایتخت زنگیان، حکومت ایوبیان تأسیس کرده و کنترل منطقه را در دست بگیرد. پادشاهان این سلسله خود را سلطان می‌نامیدند و پایتختشان دمشق و قاهره بود. صلاح‌الدین پس از تشکیل حکومت، امیرانی از خویشاوندان خود در مناطق تحت سلطهٔ خود مانند حلب، مصر، حجاز و یمن منصوب کرد که این روند در طی دوران پس از وی نیز ادامه یافت. طولانی‌ترین دوران حکومت از این سلسله را امیرنشین حمات داشت که تا سال ۱۳۴۱ میلادی به حیات خود تحت قدرت ممالیک ادامه داده بود.
با آغاز درگیری بین نورالدین زنگی و شاوَر که با صلیبیون همراه شده بود، وی در سال ۱۱۶۶ م اسدالدین شیرکوه و برادرزاده‌اش صلاح‌الدین را به مصر فرستاد تا علاوه بر شکست نیروهای متحد شاور و صلیبیون حکومت مصر را به‌دست بگیرند. اما پس از پایان یافتن جنگ و صلح بین طرفین، خلیفهٔ فاطمی، العاضِد، اسدالدین را به عنوان وزیر خود برگزید ولی پس از یک سال، با مرگ شاور و شیرکوه، صلاح‌الدین وارث مقام عموی خود شد و سرانجام، با مرگ آخرین خلیفهٔ فاطمی، حکومت مصر در سال ۱۱۷۳ م به صلاح‌الدین رسید. با وجود آنکه این تغییر عظیم به سهولت تمام انجام شد، اما بین صلاح‌الدین و فرمانده‌اش؛ یعنی اتابک نورالدین زنگی اختلافاتی به وجود آمد. با مرگ نورالدین، صلاح‌الدین پس از چندی استقلال کامل خود را اعلان نمود و با حمایت خلیفه عباسی خود را سلطان معرفی کرد.
پس از اعلان استقلال، صلاح‌الدین فتوحات خود را در شام، جزیره، حجاز و یمن آغاز نمود و توانست دمشق را مسخر کند و به عنوان پایتخت خود برگزیند؛ اما علیرغم وجود خاندان زنگی، متصرفاتش را وسعت داد تا آنکه بین سال‌های ۱۱۷۴ تا ۱۱۷۶ میلادی حدود مملکت خود را تا رود فرات گسترش داد و این مناطق را بین فرزندان و برداران به عنوان امارت‌های ایوبی تقسیم کرد. وی پس از تثبیت حاکمیت ایوبیان در شام، خود را آماده نبرد با پادشاهی اورشلیم و صلیبیون کرد که در این زمان بر اراضی مقدس حکم می‌راندند. وی پس از شکست صلیبیون در نبرد حطین، توانست اکثر مناطق و شهرهای فلسطین همچون اورشلیم، عکا، یافا، حیفا، صیدا، بیروت، اشکلون و … را که در دستان صلیبیون بودند، بازپس بگیرد. پس از این اتفاق بود که وی و جانشینانش همچون العادل، الکامل، الصالح ایوب و المعظم توران‌شاه درگیر سلسله جنگ‌های صلیبی (از جنگ سوم تا جنگ هفتم صلیبی) از جانب مسیحیان لاتین شدند و توانستند صلیبیون را در بیشتر نبردها شکست و عقب رانند و اکثر مناطق را ــ به جز عکا که پایتخت پادشاهی اورشلیم بود و تا سال ۱۲۹۱ قدرت خود را حفظ کرد ــ برای جهان اسلام نگه دارند. تا آن که با کودتای ممالیک، آخرین سلطان ایوبی، المعظم توران‌شاه، به قتل رسید و سلطنت ایوبیان در سال ۱۲۶۰ میلادی از میان رفت. برخی از امارت‌های ایوبی برای مدتی در مقابل ممالیک و مغولان ایستادگی کردند که در نهایت آخرین امارت ایوبی یعنی حمات به دست ممالیک سقوط کرد تا سلسله ایوبیان به‌طور کامل از بین برود.

## فهرست
| ۱ | صَلاح‌الدین ابوالمُظَفَّر و المَلِکُ الناصر  | صلاح‌الدین یوسف بن ایوب بن شاذی بن مروان بن یعقوب دُوِینی تکریتی | ۱۱۶۹        | ۱۱۹۳           | • رسیدن به منصب وزارت مصر پس از مرگ اسدالدین شیرکوه • شکست نیروهای صلیبی-بیزانسی در نزدیکی دمیاط • تغییر مذهب رسمی مصر از تشیع به تسنن (شافعی) • برانداختن خلافت فاطمیان در مصر و خواندن خطبه به نام خلیفه عباسی بغداد در ۱۱۷۱ و آغاز اختلافات وی با نورالدین زنگی • تصرف مغرب‌الادنی، یمن و نوبه • پس از مرگ نورالدین زنگی، فتح دمشق (انتخاب آن به عنوان پایتخت خود)، بعلبک، حمات، حلب و موصل و سایر مناطق شام و جزیره • لشکرکشی علیه اسماعیلیان و نزاریان شام • آغاز دور اول روابط با صلیبیون؛ دفع حملات صلیبیون به حلب و حماه و نبرد مرج عیون و در نهایت بسته شدن قرارداد صلح با بالدوین چهارم • آغاز دور دوم روابط با صلیبیون؛ پیروزی در نبرد حطین و بازپس‌گیری اورشلیم و بخش اعظمی از اراضی مقدس • آغاز دور سوم روابط با صلیبیون؛ آغاز جنگ صلیبی سوم و درگیری با ریچارد یکم انگلستان در آرسوف و یافا و در نهایت بسته شدن معاهده یافا |
| ۲ | العَزیز عُثْمان المَلِک العَزیز           | عثمان بن صلاح‌الدین بن یوسف بن ایوب                            | ۴ مارس ۱۱۹۳ | ۲۹ نوامبر ۱۱۹۸ | • با توصیه صلاح‌الدین، انتخاب به عنوان امیر مصر • درگیر جنگ‌های داخلی با برادران و عموی خود • درصدد تخریب اهرام مصر |
| ۳ | ناصِرالدین مُحَمَد المَلِک المَنْصور -      | المنصور ناصر الدین محمد بن العزیز‎                             | نوامبر ۱۱۹۸ | فوریه ۱۲۰۰     | • پس از مرگ عثمان العزیز، رسیدن به حکومت مصر در ۱۰ سالگی • پس از یک سال حکومت، خلع از مقام خود و تبعید به حلب |
| ۴ | العادِل المَلِک العادِل                 | سیف‌الدین ابوبکر احمد بن نجم‌الدین ایوب                         | فوریه ۱۲۰۰  | اوت ۱۲۱۸       | • یکی از فرماندهان صلاح‌الدین در جنگ با زنگیان و صلیبیون در شام و اراضی مقدس • پس از جنگ داخلی و الافضل، انتخاب به عنوان امیر دمشق پس از دوسال و چیره شدن بر برادرزادگان خود، انتخاب به عنوان سلطان مصر: برقراری مناسبات حسنه و تجاری با دول اروپایی و ترغیب آنها به تجارت با مصر؛ تلاش برای پر کردن خزانه؛ اعمال اصلاحاتی در سیستم مالی و مالیاتی • برای جلوگیری از درگیری و جنگ داخلی در میان خاندان ایوبی؛ برقراری ازدواج میان دو شاخه خاندان ایوبی و تقسیم حکومت میان پسران خود • آغاز درگیری با زنگیان در ماردین • آغاز درگیری با سلجوقیان روم • برقراری مناسبات حسنه با پادشاهی اورشلیم و تمدید معاهده یافا • بستن معاهده سی‌ساله با ملکه تمار گرجستان • آغاز جنگ صلیبی پنجم |
| ۵ | الکامِل مُحَمَد المَلِک الکامِل و أبومَعالی | ناصرالدین محمد بن العادل سیف‌الدین أحمد                        | اوت ۱۲۱۸    | مارس ۱۲۳۸      | • در دوران صلاح‌الدین، مسئول لشکرکشی به جزیره برای برقراری حاکمیت ایوبیان • در زمان حکومت پدرش و با دستور وی، انتخاب به عنوان نایب‌حکومت مصر • با مرگ پدر در جریان محاصره دمیاط توسط صلیبیون در جریان جنگ صلیبی پنجم، رسیدن به سلطنت • همکاری با برادران خود و شکست صلیبیون در جریان جنگ پنجم صلیبی • آغاز اختلافات وی با برداران بر سر سلطنت و حکمرانی در سرتاسر قلمرو ایوبیان • همکاری با سلاجقه روم برای مقابله با خوارزمشاهیان و پیروزی آنان • برقراری مناسبات حسنه با پادشاهان اروپایی از جمله امپراتوری مقدس روم، فریدریش دوم • آغاز جنگ صلیبی ششم و توافق وی با فریدریش دوم برای واگذاری اورشلیم (معاهده یافا) |
| ۶ | العادِل المَلِک العادل                 | سیف‌الدین أبو بکر بن الکامل                                    | مارس ۱۲۳۸   | ۱۲۴۰           | • با مرگ الکامل؛ آغاز مجدد اختلافات درونی در خاندان ایوبی بر سر سلطنت • تلاش امیران و فرماندهان مصر برای خلع وی به دلیل ضعف وی در حکمرانی • با شورش ممالیک، خلع از سلطنت |
| ۷ | الصالِح أیوب المَلِک الصالِح و أبوالفَتْح | نجم‌الدین أیوب بن الملک الکامل محمد بن العادل أبی بکر بن أیوب  | ۱۲۴۰        | نوامبر ۱۲۴۹    | • در جریان جنگ صلیبی پنجم، انتخاب به عنوان گروگان و مبادله وی با جان برین تا زمان تحویل دمیاط • به دستور پدر، انتخاب به عنوان امیر دمشق؛ پس از درگیری به الصالح اسماعیل، تبعید از دمشق به جزیره اما بازپس‌گیری امارت دمشق پس از چند سال با کمک خوارزمشاهیان • با قتل العادل، آغازی درگیری وی با خاندان ایوبی بر سر سلطنت؛ دعوت از وی برای گرفتن تاج و تخت سلطنت • آغاز دوران قدرت‌گیری ممالیک در دوران وی • آغاز دور اول روابط با صلیبیون؛ آغاز جنگ صلیبی بارونی، بازپس‌گیری اورشلیم به کمک خوارزمشاهیان و پیروزی در نبرد لا فوربیه • آغاز دور دوم روابط با صلیبیون؛ جنگ صلیبی هفتم و سقوط دمیاط |
| ۸ | المُعَظَم توران‌شاه المَلِک المُعَظَم        | توران شاه بن الملک الصالح نجم الدین أیوب                      | نوامبر ۱۲۴۹ | مه ۱۲۵۰        | • در زمان پدرش و عدم اعتماد وی به توران‌شاه، فرستاده شدن به حصن‌کیفا برای دور ماندن از مصر • با مرگ الصالح ایوب؛ به درخواست ممالیم، گرفتن فرماندهی نیروهای ایوبی در جنگ صلیبی هفتم و پیروزی بر صلیبیون به رهبری لوئی نهم • انتخاب ممالیک معظمی به عنوان مقامات سلطنت و انتخاب بردگان سیاه به عنوان نیروهای محافظ • کشته شدن با توطئه ممالیک بحری |
| ۹ | الأشْرَف موسی المَلِک الأشْرَف            | مظفر الدین موسی بن یوسف بن یوسف بن محمد بن محمد الأیوبی       | ۱۲۵۰        | ۱۲۵۴           | • آخرین سلطان ایوبی در مصر به همراه مادرش شجرالدر (قدرت عملاً در دستان ممالیک و شخص عزالدین آیبک) |

### سلاطین و امیران دمشق
| ۱  | صَلاح‌الدین ابوالمُظَفَّر و المَلِکُ الناصر  | صلاح‌الدین یوسف بن ایوب بن شاذی بن مروان بن یعقوب دُوِینی تکریتی          | ۱۱۷۴        | ۱۱۹۳     | بالاتر گفته شد |
| ۲  | الأفْضَل المَلِک الأفْضَل                 | الأفضل ابن السلطان صلاح الدین یوسف بن أیوب                             | مارس ۱۱۹۳   | ۱۱۹۶     | • شرکت در جنگ علیه صلیبیون و زنگیان در شام و اراضی مقدس به همراه پدرش، صلاح‌الدین (نبرد حطین و جنگ صلیبی سوم) • پس از مرگ پدر در دمشق، انتخاب به عنوان امیر دمشق • با مرگ پدرش، درگیری با خاندان ایوبی بر سر سلطنت و امارت‌نشین‌ها؛ مخصوصاً با برادرش العزیز و عمویش العادل |
| ۳  | العادِل المَلِک العادِل                 | سیف‌الدین ابوبکر احمد بن نجم‌الدین ایوب                                  | ۱۱۹۶        | اوت ۱۲۱۸ | بالاتر گفته شد |
| ۴  | المُعَظَم عیسی المَلِک المُعَظَم            | شرف‌الدین المعظم عیسی بن سیف‌الدین ابوبکر احمد بن نجم‌الدین ایوب          | ۱۲۱۸        | ۱۲۲۷     | • پس از مرگ پدر در دمشق، انتخاب به عنوان امیر دمشق • درگیری با خاندان ایوبی بر سر سلطنت؛ آغاز اختلافات وی با بردارش الکامل • با آغاز جنگ صلیبی پنجم، اتحاد با برادرانش علیه صلیبیون • با پایان یافتن جنگ پنجم صلیبی؛ آغاز مجدد اختلافات وی با برادرش الکامل • تلاش برقراری مناسبات حسنه با پادشاهان اروپایی برای مقابله با الکامل                                                                             |
| ۵  | الناصِر داوود المَلِک الناصِر           | الناصر داوود بن شرف‌الدین المعظم عیسی                                   | ۱۲۲۷        | ۱۲۲۹     | • پس از مرگ پدر در دمشق، انتخاب به عنوان امیر دمشق • درگیری با خاندان ایوبی بر سر سلطنت و امارت دمشق مخصوصاً با عمویش الکامل • کمک از الاشرف موسی برای مقابله با الکامل؛ اما شکست از الاشرف موسی و خلع از امارت دمشق و انتصاب به عنوان امیر کرک • با حمله صلیبیون به کاروان‌های مسلمانان در جریان جنگ صلیبی بارونی؛ حمله وی به اورشلیم و اشغال شهر • درگیری با خاندان ایوبی بر سر سلطنت و امارت‌های ایوبی در شام |
| ۶  | الأشْرَف موسی المَلِک الاشْرَف            | الملک الاشرف ابوأالفتح مظفرالدین موسی                                  | ۱۲۲۹        | ۱۲۳۷     | • انتخاب به عنوان امیر جزیره در زمان پدرش العادل • گرفتن امارت دمشق از الناصر داوود و تبعید وی به کرک • اتحاد با برادران و سلاجقه روم برای مقابله با خوارزمشاهیان • درگیری با خاندان ایوبی بر سر سلطنت و امارت‌های ایوبی در شام |
| ۷  | الصالِح اِسْماعیل المَلِک الصالِح         | عمادالدین اسماعیل بن سیف‌الدین احمد                                     | ۱۲۳۷        | ۱۲۴۵     | • اولین دورهٔ حکومت: • درگیری با خاندان ایوبی بر سر سلطنت و امارت‌های ایوبی در شام؛ درگیری با الکامل و العادل • شکست از سلاطین مصر و تبعید از دمشق و گرفتن کنرتل بعلبک و بصری • با حمایت امیران ایوبی کرک، حمص و حمات، بازپس‌گیری دمشق • اتحاد به صلیبیون برای مقابله با الصالح ایوب و بستن معاهده عبور نیروهای صلیبی از شام                                                                                     |
| ۸  | الکامِل مُحَمَد المَلِک الکامِل و أبومَعالی | ناصرالدین محمد بن العادل سیف‌الدین أحمد                                 | ۱۲۳۸        | ۱۲۳۸     | بالاتر گفته شد |
| ۹  | العادِل المَلِک العادل                 | سیف‌الدین أبو بکر بن الکامل                                             | مارس ۱۲۳۸   | ۱۲۳۹     | بالاتر گفته شد |
| ۱۰ | الصالِح أیوب المَلِک الصالِح و أبوالفَتْح | نجم‌الدین أیوب بن الملک الکامل محمد بن العادل أبی بکر بن أیوب           | ۱۲۳۹        | ۱۲۳۹     | • اولین دورهٔ حکومت بالاتر گفته شد |
| ۱۱ | الصالِح اِسْماعیل المَلِک الصالِح         | عمادالدین اسماعیل بن سیف‌الدین احمد                                     | ۱۲۳۹        | ۱۲۴۵     | • ۲ دورهٔ حکومت بالاتر گفته شد |
| ۱۲ | الصالِح أیوب المَلِک الصالِح و أبوالفَتْح | نجم‌الدین أیوب بن الملک الکامل محمد بن العادل أبی بکر بن أیوب           | ۱۲۴۵        | ۱۲۴۹     | • ۲ دورهٔ حکومت بالاتر گفته شد |
| ۱۳ | المُعَظَم توران‌شاه المَلِک المُعَظَم        | توران شاه بن الملک الصالح نجم الدین أیوب                               | نوامبر ۱۲۴۹ | مه ۱۲۵۰  | بالاتر گفته شد |
| ۱۴ | الناصِر یوسُفْ المَلِک الناصِر            | صلاح الدین یوسف بن الظاهر بن العزیز بن صلاح الدین یوسف بن أیوب بن شاذی | ۱۲۵۰        | ۱۲۶۰     | • آخرین امیر ایوبی دمشق و حلب • درگیری با ممالیک مصر بر سر شام • همکاری با لوئی نهم در جریان جنگ صلیبی هفتم • حمله مغولان به سوریه و کشتار حلب به دست مغولان با همکاری صلیبیون |

### امیران حلب
| ۱ | صَلاح‌الدین ابوالمُظَفَّر و المَلِکُ الناصر | صلاح‌الدین یوسف بن ایوب بن شاذی بن مروان بن یعقوب دُوِینی تکریتی | ۱۱۶۹        | ۱۱۹۳        | بالاتر گفته شد |
| ۲ | الظاهِر غازی المَلِک الظاهِر           | غیاث الدین غازی بن الناصر صلاح الدین یوسف                     | مارس ۱۱۹۳   | اکتبر ۱۲۱۶  | • انتخاب به امیر موصل و حلب از جانب پدرش، صلاح‌الدین • درگیری با شورشیان زنگی در موصل و سرکوب آنها • درگیر اختلافات داخلی بر سر امارت‌های ایوبی در شام؛ همکاری با بردارش العزیز و عمویش العادل برای مقابله با الافضل • بازپس‌گیری بیروت و لاذقیه از آیمری قبرس و شاهزاده‌نشین انطاکیه • انتخاب بهاءالدین شداد به عنوان قاضی حلب و دستگیری و انتقال شهاب‌الدین سهروردی به حلب و زندانی کردن وی • شکست از لوون یکم، شاه ارمنستان • با دستور العادل، ازدواج به ضیفه خاتون و به پایان رسیدن اختلافات میان دو شاخه خاندان ایوبی |
| ۳ | العَزیز مُحَمَد المَلِک العَزیز           | العزیز محمد بن غازی بن الناصر صلاح الدین یوسف                 | اکتبر ۱۲۱۶  | نوامبر ۱۲۳۶ | • تا هفده سالگی قدرت در دستان مادرش، ضیفه خاتون • ازدواج با دختر الکامل محمد، فاطیما خاتون • همکاری با الکامل برای حمله به دیاربکر و آناتولی • تلاش برای برقراری مناسبات حسنه با هلاکوخان مغول برای مقابله با ممالیک |
| ۴ | الناصِر یوسُفْ المَلِک الناصِر           | الناصر یوسف بن محمد بن غازی بن یوسف                           | نوامبر ۱۲۳۶ | ۱۲۶۰        | بالاتر گفته شد |

### امیران بعلبک
| ۱ | شَمسْ‌الدین توران‌شاه المَلِک المُعَظَم | شمس الدین توران شاه بن ایوب الملک المعظم شمس‌الدوله فخرالدین | ۱۱۷۸ | ۱۱۷۹ | • به دستور نورالدین زنگی، پیوستن به صلاح‌الدین برا متقاعد کردن وی برای فرمانبرداری • پس از سقوط خلافت فاطمی، فتح و تسخیر نوبه و یمن |
| ۲ | أبو سَعید فَرُخْ‌شاه المَلِک المَنْصور  | عزالدین ابو سعید فرخ‌شاه داوود                               | ۱۱۷۹ | ۱۱۸۲ | • شرکت در جنگ علیه صلیبیون به همراه صلاح‌الدین ایوبی • شکست دادن بالدوین چهارم در نزدیکی قلعه بلفورت                                |
| ۳ | بَهْرام‌شاه المَلِک الأمجَد          | المجد بهرام‌شاه بن عزالدین ابو سعید فرخ‌شاه داوود             | ۱۱۸۲ | ۱۲۳۰ | • شرکت در جنگ علیه صلیبیون به همراه صلاح‌الدین • درگیری با زنگیان و کنت‌نشین تریپولی و دفع حملات آنها                                |

### امیران حمات
| ۱ | المُظَفَر عُمَر المَلِک المُظَفَر                   | المظفر تقی‌الدین عمر بن نورالدین شاهنشاه                           | ۱۱۷۹ | ۱۱۹۱ | • به دستور صلاح‌الدین، انتخاب به عنوان امیر حمات • مقابله با زنگیان در شام و دفع حملات آنها • به دستور صلاح‌الدین، انتخاب به عنوان نایب حکومت در مصر • شرکت در جنگ علیه صلیبیون به همراه صلاح‌الدین                                                                                           |
| ۲ | المَنْصور مُحَمَد المَلِک المَنصور                | المنصور محمد بن تقی‌الدین عمر                                      | ۱۱۹۱ | ۱۲۲۱ | • درگیری با خاندان ایوبی بر سر امارات‌های ایوبی در شام • انجام عملیات‌های نظامی علیه صلیبیون در کنت‌نشین طرابلس و شوالیه‌های مهمان‌نواز در کرک • شرکت در نبردهایی علیه پادشاهی گرجستان در آناتولی و زنگیان در جزیره                                                                             |
| ۳ | الناصِر قُلِج اَرْسَلان المَلِک الناصِر            | قلج بن محمد بن تقی‌الدین عمر                                       | ۱۲۲۱ | ۱۲۲۹ | • شرکت در جنگ علیه صلیبیون به همراه المعظم در فلسطین • اختلاف با بردارش، المظفر محمود، بر سر امارت حمات • درگیر منازعات و اختلافات میان الکامل و المعظم عیسی بر سر حمات |
| ۴ | المُظَفَر مَحْمود المَلِک المُظَفَر                 | محمود بن محمد بن تقی‌الدین عمر                                     | ۱۲۲۹ | ۱۲۴۴ | • شرکت در جنگ علیه صلیبیون به همراه الکامل در مصر (جنگ صلیبی پنجم) • اختلاف با بردار کوچکترش، الناصر قلج ارسلان، بر سر امارت حمات • درگیری با امارت حمص و المجاهد |
| ۵ | المَنْصور مُحَمَد المَلِک المَنصور                | محمد بن محمود بن محمد بن تقی‌الدین عمر                             | ۱۲۴۴ | ۱۲۸۴ | • شرکت در جنگ علیه امیر دمشق، الناصر یوسف، به همراه الصالح ایوب و الاشرف موسی • کشته شدن الصالح ایوب و آغاز حکومت ممالیک در مصر: تلاش المنصور برای برقراری روابط با ممالیک برای مقابله با مغولان • اسارت توسط نیروهای مغول اما آزادی شدن پس از نبرد عین‌جالوت و بدست گرفتن کنترل امارت حمات |
| ۶ | المُظَفَر مَحْمود المَلِک المُظَفَر                 | محمود بن محمد بن محمود بن محمد بن تقی‌الدین عمر                    | ۱۲۸۴ | ۱۳۰۰ | • شرکت در محاصره عکا به همراه الاشرف خلیل • پس از مرگ وی، اداره مستقیم حمات بدست ممالیک تا سال ۱۳۱۰ |
| ۷ | المؤیِد ابوالفَداء المَلِک المؤیِد و عمادالدین | إسماعیل بن علی بن محمود بن محمد بن عمر بن شاهنشاه بن أیوب         | ۱۳۱۰ | ۱۳۳۱ | • شرکت در جنگ با صلیبیون در عکا، طرابلس و روم‌قلعه همراه با ممالیک • بدست آوردن امارت حمات در زمان الناصر محمد، سلطان ممالیک • فعالیت در تاریخ‌نگاری و جفرافیا و نوشتن کتبی همچون تقویم‌البلدان، المختصر فی الاخبار البشر و الکُناش‎                                                            |
| ۸ | الأفْضَل مُحَمَد المَلِک الأفْضَل                  | محمد بن إسماعیل بن علی بن محمود بن محمد بن عمر بن شاهنشاه بن أیوب | ۱۳۳۲ | ۱۳۴۱ | • آخرین امیر ایوبی حمات و تسلط ممالیک بر این شهر |

### امیران حمص
| ۱ | مُحَمَد بن شیرکوه المَلِک القاهِر   | ناصرالدین أبو عبدالله محمد بن اسدالدین شیرکوه             | ۱۱۷۹ | ۱۱۸۶ | • شرکت در جنگ علیه زنگیان به همراه صلاح‌الدین (نبرد شاخ‌های حمات) • شکست از زنگیان برای تصرف شهر موصل |
| ۲ | المُجاهِد شیرکوه المَلِک المجُاهِد  | اسدالدین بن ناصرالدین أبو عبدالله محمد بن اسدالدین شیرکوه | ۱۱۸۶ | ۱۲۴۰ | • همکاری با امیران حمات و بعلبک برای مقابله با هجوم صلیبیون به شام سوریه • شرکت در جنگ علیه صلیبیون و شوالیه‌های مهمان‌نواز به همراه العادل یکم • شرکت در جنگ علیه سلجوقیان روم به همراه الکامل • درگیری با خاندان ایوبی بر سر امارت‌های ایوبی شام • درگیری با امارت حمات و المظفر محمود |
| ۳ | المَنْصور ابراهیم المَلِک المَنصور | ناصرالدین ابراهیم بن اسد الدین شیرکوه                     | ۱۲۴۰ | ۱۲۴۶ | • فرمانده نیروهای مشترک ایوبی-سلجوقی برای مقابله با خوارزمشاهیان و شکست آنها در ادسا (راس‌العین) • درگیری با خاندان ایوبی بر سر امارت‌های ایوبی شام |
| ۴ | الأشْرَف موسی المَلِک الأشْرَف      | مظفر الدین موسی بن إبراهیم بن شیرکوه                      | ۱۲۴۶ | ۱۲۶۳ | • درگیری با الناصر یوسف بر امارت حمص و شکست از وی • پس از شکست الناصر یوسف از مغولان، همکاری الاشرف با مغولان گرفتن امارت حمص و نایب مغولان در سوریه • حمله به امارت حمات و تصرف شهر با حمایت مغولان • ارتباط با ممالیک و عدم شرکت در نبرد عین جالوت: حفظ قدرت خویش در حمص            |

### امیران جزیره
| ۱ | صَلاح‌الدین ابوالمُظَفَّر و المَلِکُ الناصر | صلاح‌الدین یوسف بن ایوب بن شاذی بن مروان بن یعقوب دُوِینی تکریتی | ۱۱۸۵ | ۱۱۹۳ | بالاتر گفته شد |
| ۲ | العادِل المَلِک العادِل                | سیف‌الدین ابوبکر احمد بن نجم‌الدین ایوب                         | ۱۱۹۳ | ۱۲۰۰ | بالاتر گفته شد |
| ۳ | الأوحَد أیوب المَلِک الأوحَد           | نجم الدین ایوب بن عادل ابو بکر بن نجم الدین ایوب              | ۱۲۰۰ | ۱۲۱۰ | • شرکت در جنگ علیه زنگیان به همراه الاشرف موسی و شکست آنان • لشکرکشی به ارمنستان و فتح مناطقی همچون اخلاط، ملازگرد، ارچیش و وان • سرکوب شورش‌های اخلاط، ارچیش و وان • همکاری با امیران حمات، حمص و بعلبک برای مقابله با هجوم پادشاهی گرجستان |
| ۴ | الأشْرَف موسی المَلِک الأشْرَف           | الملک الاشرف ابوأالفتح مظفرالدین موسی                         | ۱۲۱۰ | ۱۲۲۰ | بالاتر گفته شد |
| ۵ | المُظَفَر غازی المَلِک المُظَفَر           | شهاب الدین غازی بن العادل ابو بکر بن نجم الدین ایوب           | ۱۲۲۰ | ۱۲۴۷ | • شورش علیه الاشرف در زمان جنگ صلیبی پنجم و شکست وی • لشکرشی به آناتولی: شکست خوارزمشاهیان در نبرد یاسی‌چمن و فتح دیاربکر و حصن کیفا |
| ۶ | الکامِل مُحَمَد المَلِک الکامِل           | محمد بن مظفر غازی بن العادل ابو بکر بن نجم الدین ایوب         | ۱۲۴۷ | ۱۲۶۰ | • مذاکره با مغولان و سفر به قره‌قروم: توافق با مغولان برای عدم حمله به جزیره • حمله مغولان به جزیره: نابودی امارت ایوبی جزیره |

### امیران یمن و حجاز
| ۱ | شَمسْ‌الدین توران‌شاه المَلِک المُعَظَم      | شمس الدین توران شاه بن ایوب الملک المعظم شمس‌الدوله فخرالدین | ۱۱۷۳ | ۱۱۸۱ | بالاتر گفته شد                                                  |
| ۲ | سِیف‌الاسلام طُغْتَکین سِیف‌الاسلام العَزیز | سیف الاسلام طغتکین احمد بن ایوب                             | ۱۱۸۲ | ۱۱۹۷ | • تحکیم پایه‌های قدرت ایوبیان در یمن: بازسازی شهرهای زبید و تعز  |
| ۳ | مُعِزالدین اسْماعیل المَلِک العَزیز       | اسماعیل بن سیف الاسلام طغتکین احمد بن ایوب                  | ۱۱۹۷ | ۱۲۰۲ | اطلاعاتی در دست نیست                                            |
| ۴ | الناصِر ایوب المَلِک الناصر            | أیوب بن سیف الاسلام طغتکین احمد بن ایوب                     | ۱۲۰۲ | ۱۲۱۴ | اطلاعاتی در دست نیست                                            |
| ۵ | المُظَفَر سلیمان المَلِک المُظَفَر          | سلیمان بن سیف الاسلام طغتکین احمد بن ایوب                   | ۱۲۱۴ | ۱۲۱۵ | اطلاعاتی در دست نیست                                            |
| ۶ | المَسْعود یوسُف المَلِک المَسْعود          | المسعود صلاح الدین أبو المظفر یوسف بن محمد                  | ۱۲۱۵ | ۱۲۲۹ | • آخرین امیر ایوبی یمن و حجاز: به قدرت رسیدن خاندان رسول در یمن |